# Seznam baskovskih slikarjev
Seznam baskovskih slikarjev.

## L
- Jesús Mari Lazkano

## O
- Jenaro de Urrutia Olaran

## Z
- Ignacio Zuloaga